# Sainte-Croix (Aisne)
Sainte-Croix – miejscowość i gmina we Francji, w regionie Hauts-de-France, w departamencie Aisne.
Według danych na styczeń 2014 roku gminę zamieszkiwało 138 osób, a gęstość zaludnienia wynosiła 40,8 osób/km².